# Savva (Tutunov)
Savva (světským jménem: Sergej Andrejevič Tutunov; * 19. února 1978, Villecresnes) je ruský duchovní Ruské pravoslavné církve, arcibiskup zelenogradský a vikář patriarchy moskevského a celé Rusi.

## Život
Narodil se 19. února 1978 ve francouzské obci Villecresnes do rodiny ruských emigrantů. Jeho předci patřili do knížecího rodu Golicynů.
Od roku 1995 byl čtecem v katedrálním chrámu svatého Alexandra Něvského v Paříži. Po dokončení střední školy byl přijat na Univerzitu Paříž XI., kde se věnoval studiu matematiky. Od roku 1999 studoval na Moskevském duchovním semináři. Dne 29. března 2001 jej arcibiskup eukarpijský Sergij (Konovalov) (Konstantinopolský patriarchát) postřihnul na monacha se jménem Savva na počest svatého Savvy Storoževského.
Roku 2001 nastoupil na Moskevskou duchovní akademii. Od roku 2003 se nacházel v jurisdikci chersonésoské eparchie Ruské pravoslavné církve. Roku 2005 dokončil studium akademie. Dne 10. ledna 2006 byl přijat jako pracovník Oddělení vnějších církevních vztahů Moskevského patriarchátu. Stejný rok byl 24. května metropolitou smolenským a kaliningradským Kirillem (Gunďajevem) rukopoložen na jerodiákona a 19. srpna na jeromonacha.
Od 1. září 2006 přednášel na Moskevské duchovní akademii a semináři. Dne 13. února 2008 byl jmenován vedoucím tiskové služby akademie a 20. dubna mu bylo uděleno právo nosit nabedrennik. Od 2. dubna 2009 se stal sekretářem správy pro záležitosti Moskevského patriarchátu.
Dne 29. března 2010 byl patriarchou Kirillem povýšen na igumena a 26. července ustanoven zástupcem vedoucího správy pro záležitosti Moskevského patriarchátu. V dubnu 2011 mu bylo uděleno právo nosit epigonation a 8. dubna 2012 byl povýšen na archimandritu.
Dne 26. února 2019 jej Svatý synod zvolil biskupem zelenogradským a vikářem patriarchy moskevského a celé Rusi. Biskupská chirotonie proběhla 3. března v chrámu Krista Spasitele. Hlavním světitelem byl patriarcha moskevský a celé Rusi Kirill, který ho 19. prosince 2023 povýšil na arcibiskupa.